# Ceracrisoides shannanensis
Ceracrisoides shannanensis is een rechtvleugelig insect uit de familie veldsprinkhanen (Acrididae). De wetenschappelijke naam van deze soort is voor het eerst geldig gepubliceerd in 1987 door Bi & Xia.